# Makalita
Rafael Pastor García conocido como Makalita o Macalita (San Vicente del Raspeig, provincia de Alicante, España, 22 de julio de 1935 - Nájera, La Rioja, España, 9 de marzo de 1994) fue un futbolista español. Jugó de centrocampista en Primera División de España con el Hércules Club de Fútbol.

## Trayectoria
A Rafael Pastor se le conoció por Makalita por su parecido juego al de Macala, que dejó gran recuerdo pocos años antes como jugador del Hércules. Makalita se inició jugando en el Club Deportivo Español, equipo más conocido como Español de San Vicente. Con el Español se proclamó campeón regional lo que hizo que el Hércules Club de Fútbol se fijara en el joven sanvicentero. El club herculano lo incorporó a su cantera en la temporada 1952/53 donde jugó en el equipo amateur. Esa temporada ganó la Copa San Pedro con el equipo amateur del Hércules. La temporada siguiente se marchó cedido al Novelda Club de Fútbol de Tercera división, y en la temporada 1954/55 el Hércules lo incorporó al primer equipo. Jugó 4 temporadas en el equipo alicantino, las dos primeras en Primera división en las que era suplente, pero en las dos temporadas siguientes en Segunda división tuvo más protagonismo. Se convirtió en un ídolo para el pueblo vecino de San Vicente del Raspeig, además de que siguió jugando la Copa San Pedro con el Español de San Vicente con el permiso del Hércules. Estudió escultura y pintura en la Escuela de Bellas Artes de Alicante.

## Clubes
| Club                   | País   | Periodo   |
| ---------------------- | ------ | --------- |
| Español de San Vicente | España | ??-1952   |
| Hércules Amateur       | España | 1952-1953 |
| Novelda C. F.          | España | 1953-1954 |
| Hércules C. F.         | España | 1954-1958 |